# میشائیلا پولورس
میشائیلا پولورس (آلمانی: Michaela Polleres؛ زادهٔ ۱۵ ژوئیهٔ ۱۹۹۷) جودوکار زن اهل اتریش است.